# Sclerophrys superciliaris
El sapo del Congo (Sclerophrys superciliaris) es una especie de anfibios anuros de la familia Bufonidae.

## Distribución geográfica y hábitat
Habita en Camerún, República del Congo, Costa de Marfil, Guinea Ecuatorial, Gabón, Ghana y el sur de Nigeria; posiblemente en Liberia, en el sur de República Centroafricana (o quizá sea Amietophrynus channingi) y en Sierra Leona.
Su hábitat natural incluye bosques tropicales o subtropicales secos y a baja altitud, marismas de agua dulce, corrientes intermitentes de agua dulce, plantaciones y zonas previamente boscosas ahora muy degradadas.
Está amenazada por la pérdida de su hábitat natural.